# Euryphorus brachypterus
Euryphorus brachypterus är en kräftdjursart som först beskrevs av Gerstaecker 1853.  Euryphorus brachypterus ingår i släktet Euryphorus och familjen Euryphoridae. Inga underarter finns listade i Catalogue of Life.